# Eduardo García Fernández
Eduardo García Fernández (El Casar de Escalona, 28 de septiembre de 1946) es un político español, alcalde de Aranjuez entre abril de 1979 y mayo de 1995.

## Biografía
Nació en El Casar de Escalona, Toledo el 28 de septiembre de 1946.
Fue alcalde de Aranjuez desde abril de 1979 a mayo de 1995, primero con la ORT y después con el PSOE. También fue diputado del Grupo Parlamentario Socialista en la Asamblea de Madrid en su III legislatura.
En el año 1995 fue nombrado gobernador civil de la provincia de Cuenca. Tras unos años apartado de la política activa pero siempre vinculado a la política local de Aranjuez, fue elegido concejal de nuevo en 2003 por el PSOE. Finalmente fue nombrado primer Defensor del Ciudadano de Aranjuez en 2008, cargo que desapareció tras la victoria electoral del PP local en 2011. 
Según el PSOE local, García habría sido expulsado por haber colaborado en la fundación del partido Iniciativa por Aranjuez (IN-PAR). Esta expulsión no fue tal, dado que Eduardo García ya había presentado con anterioridad su solicitud de baja voluntaria del PSOE, siendo esta aceptada por el órgano competente del partido.